# Anderson Costa
Anderson Costa, mais conhecido como Anderson (Rio de Janeiro, 13 de março de 1984), é um ex-futebolista brasileiro que atuava como atacante.
Anderson foi revelado pelo Vasco, onde surgiu entre os profissionais em 2003. Nascido em 1984, fez parte da chamada 'Geração 84', time vascaíno das categorias de base com garotos nascidos naquele ano que ficou quatro anos sem perder nenhuma decisão. Desta geração, além de Alberoni, se profissionalizaram Morais, Wescley, Ygor, Claudemir e Alberoni, dentre outros. Pelos resultados dentro de campo se era esperado muito de tais jogadores. No Campeonato Brasileiro de 2003 marcou dois gols em catorze jogos e no Brasileirão de 2004 atuou mais, em trinta partidas, marcando nove gols. Foi emprestado ao Córdoba, da Espanha, em 2005 (marcou sete gols em treze jogos), mas voltou ao Vasco para o segundo turno do Brasileiro. Em nove jogos marcou três gols.
No final do ano foi contratado pelo Dínamo Zagreb, da Croácia, onde ficou marcado por ter sido expulso dez segundos depois de entrar em campo, substituindo um colega. Acabou em 2007 emprestado a dois clubes, o Vitória de Guimarães, de Portugal, e o Aris Salônica, da Grécia, mas não marcou gol por nenhum dos dois. No início de 2008 voltou ao Brasil, para defender o Bahia, mas teve o contrato rescindido depois de apenas três meses e foi para o Lucena, das divisões inferiores da Espanha. Em 2009 ainda teve uma passagem, sem marcar gols, pelo Duque de Caxias no Campeonato Carioca, e em seguida assinou contrato de quatro anos com a Pro Vercelli, da quarta divisão italiana.
Em 2010 assinou com Guarani, que defendeu no Campeonato Brasileiro, e no ano seguinte foi para o Santo André. Em 2012 foi contratado pelo Criciúma.
Já em 2014 assinou com o CSE de Palmeira dos Índios, mas depois de três jogos, pelo Campeonato Alagoano de 2014, sem marcar um gol e diante de cobranças da torcida, em razão do baixo rendimento, o mesmo pediu desligamento do clube.

## Títulos
Vasco da Gama
- Taça Guanabara: 2003
- Taça Rio: 2003
- Campeonato Carioca: 2003

Dínamo Zagreb
- Campeonato Croata: 2006-07
- Copa da Croácia: 2006-07
- Supercopa da Croácia: 2006-07